# Deeper and Deeper
Deeper and Deeper ist ein Housesong von Madonna. Das Lied wurde im November 1992 als zweite Single aus ihrem Album Erotica ausgekoppelt. Es erschien 2001 in kürzerer Edit-Form auch auf dem Kompilationsalbum GHV2.

## Geschichte
Deeper and Deeper wurde von Madonna, Shep Pettibone und Anthony Shimkin geschrieben und von Madonna gemeinsam mit Pettibone produziert. Es handelt sich um ein Dance-orientiertes Stück mit Flamenco-Einflüssen. Auch Kastagnetten werden verwendet. Inhaltlich geht es um einen Jungen, der lernt, seine Homosexualität zu akzeptieren. Das Slant Magazine listete das Stück auf Platz 36 der besten Singles der 1990er-Jahre.

## Erfolg
Deeper and Deeper erreichte Platz sieben der Billboard Hot 100, Platz sechs in Großbritannien und Platz 26 in Deutschland. Das Lied wurde erstmals bei Madonnas The Girlie Show World Tour live aufgeführt. 2004 wurde es auf der Re-Invention World Tour erneut gespielt, genauso wie 2015/2016 auf der Rebel Heart Tour.